# Barrett Hayton
Barrett Hayton (* 9. Juni 2000 in Peterborough, Ontario) ist ein kanadischer Eishockeyspieler, der seit Juni 2024 bei den Utah Mammoth in der National Hockey League unter Vertrag steht und dort auf der Position des Centers spielt. Zuvor war Hayton bereits für die Arizona Coyotes in der NHL aktiv.

## Karriere
Barrett Hayton wurde in Peterborough geboren und spielte in seiner Jugend unter anderem für die Toronto Red Wings. Zur Saison 2016/17 wechselte er in die Ontario Hockey League (OHL), die ranghöchste Juniorenliga seiner Heimatprovinz, zu den Sault Ste. Marie Greyhounds, die ihn in der Priority Selection  2016 der OHL an neunter Position ausgewählt hatten. Nach einem nur durchschnittlichen Rookie-Jahr etablierte sich der Kanadier in der Spielzeit 2017/18 mit 60 Punkten aus 63 Spielen in der OHL. Darüber hinaus wurde er mit der Bobby Smith Trophy für seine schulischen Leistungen geehrt. Trotz eines Punkteschnittes von fast 1,0 pro Spiel zählte er damit nicht zu den besten 50 Scorern der Liga und wurde im anschließenden NHL Entry Draft 2018 dennoch an fünfter Position von den Arizona Coyotes berücksichtigt, da seine Stärken primär als defensiver Center gesehen wurden. Im Juli 2018 statteten ihn die Coyotes mit einem Einstiegsvertrag aus, ehe er für ein weiteres Jahr nach Sault Ste. Marie zurückkehrte und dort das Amt des Mannschaftskapitäns übernahm. Zugleich steigerte er seine persönliche Statistik abermals deutlich auf 66 Scorerpunkte aus nur 39 Partien.
Im Rahmen der Vorbereitung auf die Saison 2019/20 erspielte sich Hayton einen Platz im Aufgebot der Coyotes und debütierte somit im Oktober 2019 in der National Hockey League (NHL). Letztlich bestritt er in dieser Spielzeit jedoch aufgrund der Teilnahme an der U20-Weltmeisterschaft und der dabei zugezogenen Schulterverletzung nur 20 NHL-Partien. Die Off-Season in Herbst und Winter 2020 verbrachte er leihweise bei den Ilves im finnischen Tampere, bevor er zurück in Nordamerika überwiegend bei den Tucson Roadrunners in der American Hockey League (AHL) zum Einsatz kam, dem Farmteam der Coyotes. Zur Saison 2021/22 etablierte er sich dann im NHL-Aufgebot Arizonas.
Mit den Coyotes vollzog er nach der Saison 2023/24 den Umzug nach Salt Lake City, wo er fortan für den Utah Hockey Club aktiv war. Dieser benannte sich im Mai 2025 endgültig in Utah Mammoth um.

### International
Erste internationale Erfahrungen sammelte Hayton im Rahmen der World U-17 Hockey Challenge 2016, bei der er mit dem Team Canada White den vierten Platz belegte. In der Altersstufe U18 errang er mit der kanadischen Auswahl die Goldmedaille beim Ivan Hlinka Memorial Tournament 2017. Anschließend vertrat er sein Heimatland mit der kanadischen U20-Nationalmannschaft bei der U20-Weltmeisterschaft 2019, die das Team auf dem sechsten Rang beendete. Im Folgejahr führte der Angreifer die U20 seines Heimatlandes als Kapitän zur Goldmedaille bei der U20-Weltmeisterschaft 2020, erzielte die meisten Tore (6) und Scorerpunkte (12) seines Teams und wurde ferner ins All-Star-Team des Turniers gewählt.
Zu seinem Debüt in der kanadischen A-Nationalmannschaft kam Hayton bei der Weltmeisterschaft 2025. Dort sammelte er in sechs Turniereinsätzen zwei Scorerpunkte, während die Kanadier im Viertelfinale ausschieden und den fünften Platz belegten.

## Erfolge und Auszeichnungen
- 2018 Bobby Smith Trophy

### International
- 2017 Goldmedaille beim Ivan Hlinka Memorial Tournament
- 2020 Goldmedaille bei der U20-Weltmeisterschaft
- 2020 All-Star-Team der U20-Weltmeisterschaft

## Karrierestatistik
Stand: Ende der Saison 2024/25

### International
Vertrat Kanada bei:
| - World U-17 Hockey Challenge 2016 - Ivan Hlinka Memorial Tournament 2017 - U20-Weltmeisterschaft 2019 | - U20-Weltmeisterschaft 2020 - Weltmeisterschaft 2025 |

(Legende zur Spielerstatistik: Sp oder GP = absolvierte Spiele; T oder G = erzielte Tore; V oder A = erzielte Assists; Pkt oder Pts = erzielte Scorerpunkte; SM oder PIM = erhaltene Strafminuten; +/− = Plus/Minus-Bilanz; PP = erzielte Überzahltore; SH = erzielte Unterzahltore; GW = erzielte Siegtore; 1 Play-downs/Relegation; Kursiv: Statistik nicht vollständig)

## Familie
Sein Vater Brian Hayton (* 1968) war ebenfalls als Eishockeyspieler sowie später als -trainer aktiv. Er spielte nach einer Juniorenkarriere bei den Guelph Platers und den Peterborough Petes kurzzeitig für die New Haven Nighthawks und kehrte anschließend in die OHL zurück, wo er in den 1990er Jahren als Assistenz- und Cheftrainer der Kitchener Rangers tätig war.